# Comuna Veselivka, Bobrîneț
Veselivka (în ucraineană Веселівка) este o comună în raionul Bobrîneț, regiunea Kirovohrad, Ucraina, formată din satele Iuriivka, Krutoiarka, Udarne și Veselivka (reședința).

## Demografie
Componența lingvistică a comunei Veselivka
     Ucraineană (99,12%)
     Alte limbi (0,89%)
Conform recensământului din 2001, majoritatea populației comunei Veselivka era vorbitoare de ucraineană (99,12%), existând în minoritate și vorbitori de alte limbi.